# شوشنیا
شوشنیا (به بلغاری: Shushnya) یک منطقهٔ مسکونی در بلغارستان است که در شهرستان دریانوو واقع شده‌است.